# Frank Lieberam
Frank Lieberam (* 17. Dezember 1962 in Halberstadt) ist ein ehemaliger deutscher Fußballspieler und -trainer.

## Spielerlaufbahn
Frank Lieberam wurde als Akteur der BSG Lokomotive Halberstadt im Herbst 1975 mit der Magdeburger Elf Spartakiadesieger für Schüler-B-Bezirkauswahlmannschaften und in die Turnierelf gewählt. Im Jahr darauf wurde das hoffnungsvolle Talent in den Nachwuchs des 1. FC Magdeburg delegiert. In der Juniorenmannschaft des FCM machte er durch seine guten Leistungen die Verantwortlichen des DDR-Fußballverbandes auf sich aufmerksam, sodass er in den Kader der Juniorennationalmannschaft aufgenommen wurde. In dieser absolvierte er 17 Länderspiele und belegte mit den DDR-Junioren bei den Jugendwettkämpfen der Freundschaft in Polen 1979 den 4. Rang. Später kamen noch vier Länderspiele mit der U-21-Nationalmannschaft hinzu.
Zu Beginn der Fußballsaison 1980/81 wurde der 1,70 Meter große Lieberam, der inzwischen seine Lehre zum Maschinenbauer abgeschlossen hatte, in das Aufgebot des FCM für die Nachwuchsoberliga aufgenommen, wo er als Mittelfeldspieler nominiert wurde. Obwohl er erst 1982 offiziell für die DDR-Oberligamannschaft gemeldet wurde, bestritt Lieberam bereits am 17. Oktober 1981 in einem Pokalspiel bei Vorwärts Dessau (2:0-Sieg) sein erstes Pflichtspiel mit der 1. Mannschaft des FCM. Schon eine Woche später wurde er in seinem ersten Oberligaspiel bei der Begegnung Dynamo Dresden – 1. FCM (Dresden gewann 5:0) eingesetzt. Entscheidend durchsetzen konnte er sich im Oberligateam jedoch nicht, von 1981 bis zum Sommer 1983 kam er dort nur elfmal zum Einsatz.
Danach begann eine hektische Wechselphase. Zur Saison 1983/84 ging Lieberam zum drittklassigen Bezirksligisten Lok Halberstadt, der gerade den Aufstieg in die DDR-Liga knapp verpasst hatte. Da der Aufstieg auch mit Lieberam nicht zustande kam, kehrte Lieberam zum 1. FC Magdeburg zurück, wo er in der Spielzeit 1984/85 wieder nur viermal in der Oberliga eingesetzt wurde. Daraufhin wechselte er zum Oberligisten BSG Stahl Riesa, wo er mit 25 Einsätzen (3 Tore) endlich zum Erstligastammspieler wurde. Derart spielerisch gestärkt nahm Lieberam im Sommer 1986 erneut einen Wechsel vor und schloss sich dem DDR-Altmeister Dynamo Dresden an. In der Bezirkshauptstadt wurde er als IM der Staatssicherheit angeworben und blieb dies bis zum Ende der DDR.
Auch in Dresden schaffte er sofort den Durchbruch zur Stammelf, nun allerdings im Abwehrbereich. Bis zum Wechsel Dynamo Dresdens in die Bundesliga bestritt Lieberam für Dresden 118 Erstligaspiele. Von den 20 Europapokalspielen der Dynamos zwischen 1986 und 1991 fanden 19 Begegnungen mit Lieberam statt. 1989 und 1990 wurde Lieberam mit Dynamo Dresden DDR-Fußballmeister, mit 26 bzw. 25-Punktspieleinsätzen hatte er dabei maßgeblichen Anteil, ebenso beim Double 1990 durch den zusätzlichen Gewinn des DDR-Pokals, als er im Endspiel gegen den Polizei-SV Schwerin als Libero den 2:1-Sieg sicherte.
Seine konstanten Leistungen veranlassten Nationaltrainer Manfred Zapf, den Dresdner auch in der A-Nationalmannschaft einzusetzen. Dies geschah am 26. April 1989 in dem WM-Qualifikationsspiel Sowjetunion – DDR (3:0), in dem Lieberam als Vertreter für den nicht einsatzfähigen Dirk Stahmann als Libero eingesetzt wurde. Da Stahmann schnell wieder in die Nationalmannschaft zurückkehrte und mit Eduard Geyer ein neuer Nationaltrainer kam, wurde Lieberam nicht weiter in der DDR-Auswahl eingesetzt.
In der letzten Oberligasaison 1990/91, die als DDR-Oberliga startete und als NOFV-Oberliga endete, wurde Dynamo Dresden hinter Hansa Rostock Vizemeister und qualifizierte sich zusammen mit den Rostockern für die Bundesliga. In der ersten Halbserie der Saison 1991/92 wurde der inzwischen 30-jährige Lieberam nur fünfmal eingesetzt. Daraufhin nahm Lieberam seine frühere Wandertätigkeit wieder auf, verließ Deutschland und meldete sich beim südkoreanischen Fußballklub Ulsan Hyundai an. Dort spielte er ein halbes Jahr, kehrte anschließend nach Deutschland zurück und ging zum Zweitligisten VfL Wolfsburg. Hier wurde er wieder zum Stammspieler und bestritt zwischen 1992 und 1995 in der 2. Bundesliga 111 Punktspiele. Lieberams Vertrag in Wolfsburg endete zum 30. Juni 1996, danach kehrte er zum Ausgangspunkt seiner Karriere, dem 1. FC Magdeburg, zurück. Dort spielte er bis 1998 in der viertklassigen Oberliga und damals drittklassigen Regionalliga, um danach seine Karriere als aktiver Fußballspieler zu beenden.

## Trainerlaufbahn
Unmittelbar nach Beendigung seiner aktiven Laufbahn wandte sich Lieberam der Trainertätigkeit zu. Erste Station war der Regionalligist FC Erzgebirge Aue, wo er am 1. Juli 1998 Lutz Lindemann ablöste, der den Klub in der abgelaufenen Saison nur auf den enttäuschenden 7. Platz gebracht hatte. Als zehn Runden vor Saisonschluss Aue mit Rang 7 keine Aufstiegschancen mehr sah, wurde Lieberam am 8. März 1999 entlassen. Zu Beginn der Spielzeit 1999/2000 wurde er Trainer beim sechstklassigen Landesligisten VfB Germania Halberstadt. Hier blieb Lieberam als Trainer am längsten und war auch am erfolgreichsten. Er führte die Mannschaft 2000 in die Verbandsliga und 2003 in die viertklassige Oberliga Nordost. Als es 2004 zu Unstimmigkeiten innerhalb der Mannschaft kam, trat Lieberam im Dezember überraschend zurück.
Noch im gleichen Monat nahm er das Angebot des Tabellenletzten der Regionalliga Nord, 1. FC Union Berlin, an, den Posten des Cheftrainers zu übernehmen. Lieberam gelang die erhoffte Rettung nicht mehr, er musste mit seiner Mannschaft in die Amateuroberliga absteigen. Obwohl der FC Union nach Ende der Hinserie 2005/2006 noch aussichtsreich im Wiederaufstiegsrennen lag, wurde Lieberam am 9. Dezember 2005 überraschend wegen angeblich fehlender sportlicher Kompetenz entlassen.
Zu Beginn des Jahres 2006 nahm Lieberam eine neue Trainertätigkeit beim Verbandsligisten 1. FC Lok Stendal auf. Auch hier verlief sein Werdegang glücklos. Mit der Verpflichtung Lieberams hatte man in Stendal noch den Aufstieg in Oberliga vor Augen, doch schon im Juni 2006 musste der Verein Insolvenz anmelden. Zwar konnte der Platz in der Verbandsliga gehalten werden, doch der sportliche Niedergang war nicht aufzuhalten. Obwohl Lieberam einen Vertrag bis zum 30. Juni 2009 hatte, beendete er seine Tätigkeit in Stendal Ende 2006. Seine letzte Trainerstation war der Amateur-Oberligist MSV Neuruppin, wo er bis Mai 2007 tätig war.

## Weiterer Werdegang
Nach dem Ende seiner sportlichen Laufbahn arbeitete Frank Lieberam bei der Spieler-Agentur Stars & Friends. Später gründete er in dieser Profession mit seinem Sohn ein eigenes Unternehmen und vertritt u. a. Steffen Baumgart als Spielerberater.